# Тсумба
Тсу́мба  (эст. Tsumba) — деревня в волости Сетомаа уезда Вырумаа, Эстония. Исторически относится к нулку Юле-Пелска.
До административной реформы местных самоуправлений Эстонии 2017 года входила в состав волости Меремяэ (упразднена).

## География и описание
Расположена в 27 километрах к востоку от уездного центра — города Выру, и в 18 километрах к юго-западу от волостного центра — посёлка Вярска, в 4 километрах от российско-эстонской границы. Высота над уровнем моря — 102 метра. Немного к северу от деревни Цумба расположена деревня Ала-Тсумба (эст. Ala-Tsumba, в переводе с эст. — Нижняя Цумба). Деревню Тсумба в народе также называют Мя́э-Тсу́мба (эст. Mäe-Tsumba, Верхняя Цумба).
Климат переходный от морского к континентальному. Официальный язык — эстонский. Почтовый индекс — 65386.

## Население
По данным переписи населения 2021 года, в Тсумба насчитывалось 3 жителя, все — эстонцы.
По данным переписи населения 2011 года, в деревне проживали 5 человек, все — эстонцы (сету в перечне национальностей выделены не были).
Численность населения деревни Тсумба по данным переписей населения:
| Год  | 2000 | 2011 | 2021 |
| ---- | ---- | ---- | ---- |
| Чел. | 7    | ↘ 5  | ↘ 3  |

## История
В письменных источниках 1922 года упоминается как Zumba-Mäe, 1928 года — Tsumpa, Mäe-Tsumpa.
На военно-топографических картах Российской империи (1866–1867 годы), в состав которой входила Лифляндская губерния, на территории деревни обозначена мыза (М-за Лазарева).
Предположительно возникла в конце XIX века на земле, принадлежащей мызе Лазарева. Была самостоятельной деревней до 1930-х годов, затем объединена с деревней Ала-Тсумба, с 1977 года, в период кампании по укрупнению деревень — с деревней Корски. С 1997 года официально снова стала отдельной деревней.

## Комментарии
1. ↑  Эстонские топонимы, оканчивающиеся на -а, не склоняются и не имеют женского рода (исключение — Нарва)[9].